# Krasnolipie
Krasnolipie (deutsch Schönlinde) ist ein Ort in der polnischen Woiwodschaft Ermland-Masuren. Es gehört zur Landgemeinde Braniewo (Braunsberg) im Powiat Braniewski (Kreis Braunsberg), bis 1945 zum Kreis Heiligenbeil in Ostpreußen.

## Geographische Lage
Krasnolipie liegt im Nordwesten der Woiwodschaft Ermland-Masuren, 14 Kilometer südöstlich der früheren und heute auf russischem Staatsgebiet gelegenen Kreisstadt Heiligenbeil (russisch Mamonowo) bzw. 16 Kilometer östlich der jetzigen Kreismetropole Braniewo (deutsch Braunsberg).

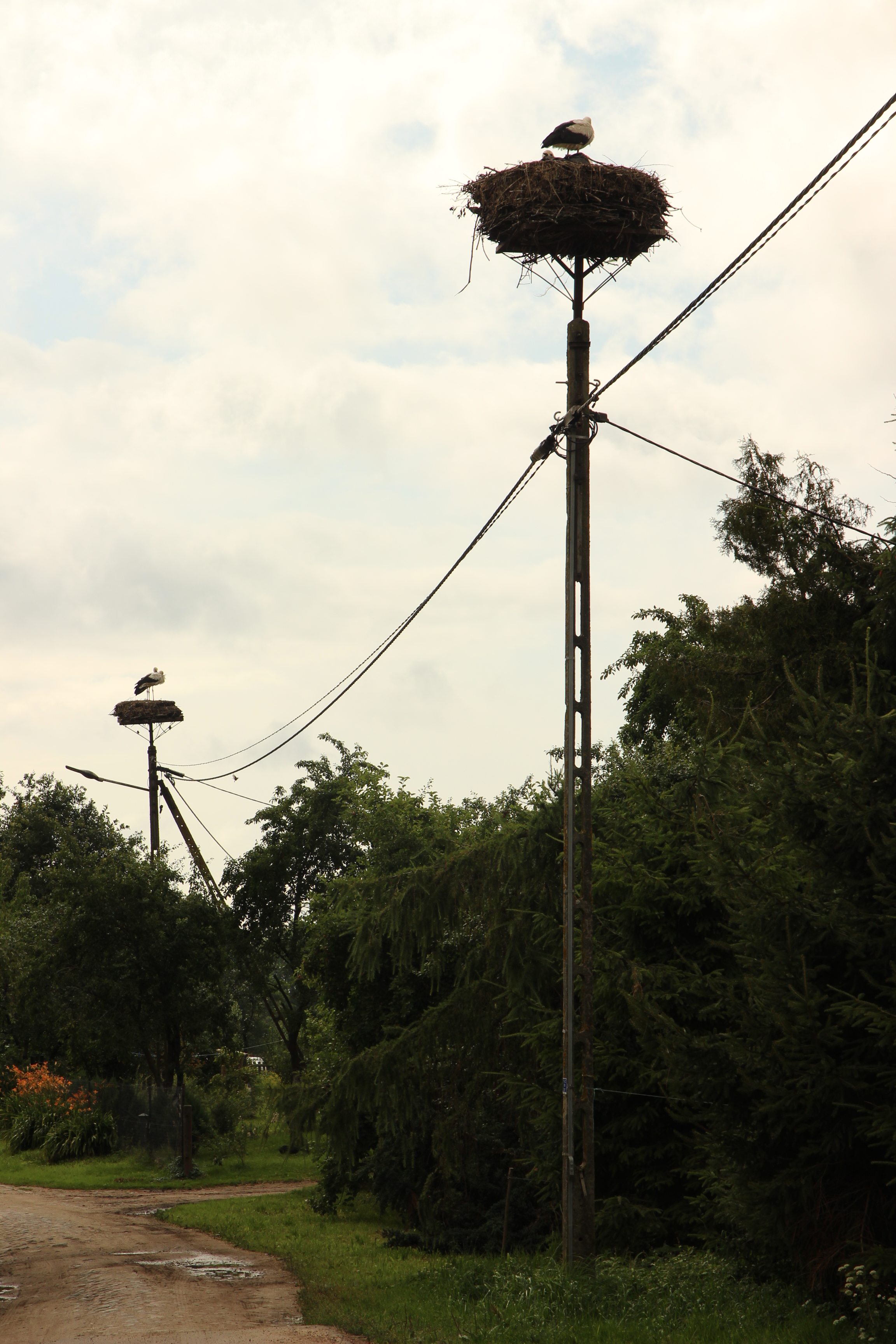
Storchennester in Krasnolipie

## Geschichte
Das im Jahre 1361 erstmals urkundlich erwähnte Dorf Schönlinde wurde 1845 als eine Landgemeinde in den neu errichteten Amtsbezirk Eisenberg (polnisch Żelazna Góra) eingegliedert. Er gehörte zum ostpreußischen Kreis Heiligenbeil im Regierungsbezirk Königsberg.
444 Einwohner waren im Jahre 1910 in Schönlinde gemeldet. Ihre Zahl belief sich 1933 auf 351 und 1939 auf 341.
Als 1945 in Kriegsfolge das gesamte südliche Ostpreußen an Polen fiel, erhielt Schönlinde die polnische Namensform „Krasnolipie“. Das Dorf ist heute eine Ortschaft im Verbund der Gmina Braniewo (Landgemeinde Braunsberg) im Powiat Braniewski (Kreis Braunsberg), von 1975 bis 1998 der Woiwodschaft Elbląg, seither der Woiwodschaft Ermland-Masuren zugehörig.

## Religion
Die mehrheitlich evangelische Bevölkerung Schönlindes war bis 1945 in das Kirchspiel der Kirche Eisenberg (polnisch Żelazna Góra) in der Kirchenprovinz Ostpreußen der Kirche der Altpreußischen Union eingegliedert. Die überwiegend römisch-katholische Einwohnerschaft Krasnolipies gehört jetzt zu eben dieser Kirche in Żelazna Góra, die aber jetzt dem Erzbistum Ermland zugehörig ist.

## Verkehr
Krasnolipie liegt an einer Nebenstraße, die von Wyszkowo (Hohenfürst) nach Krzewno (Hohenwalde) und weiter bis nach Gronówko (Grunenfeld) führt. Von Grzędowo (Rödersdorf) führt außerdem eine Straße direkt nach Krasnolipie. Eine Bahnanbindung besteht nicht.